# 리노이 아슈람
리노이 아슈람(히브리어: לינוי אשרם,‎ 1999년 5월 13일~)은 이스라엘의 은퇴한 리듬 체조 선수이다. 2020년 하계 올림픽에서 개인종합 금메달을 획득했으며 세계 선수권 대회 개인종합에서 준우승 2회, 유럽 선수권 대회 개인종합 우승 1회를 달성했다. 이스라엘 올림픽 역사상 세 번째로 금메달을 획득한 선수이며 올림픽 금메달을 획득한 최초의 이스라엘 여성 선수이다. 또한 구소련 국가의 올림픽 참가 이래 최초로 리듬체조에서 금메달을 획득한 비(非)구소련권 선수이기도 하다.